# Amphétamine
Pour les articles homonymes, voir Amphétamine (homonymie).
L’amphétamine (DCI) est une substance sympathicomimétique aux effets anorexigènes et psychoanaleptiques. Certains de ses dérivés sont utilisés, chez les enfants et les adultes, dans le traitement du TDAH, de la narcolepsie, de l'obésité, et des troubles de l'hyperphagie boulimique.
L'amphétamine a plusieurs usages dans le traitement de la schizophrénie, mais des doses élevées répétées peuvent provoquer des psychoses,,,,.
Son usage non-médical est illicite dans la plupart des pays. Ses usages non-médicaux incluent l'amélioration de la performance sportive et l'usage récréatif comme euphorisant, stimulant, et aphrodisiaque.
L'amphétamine est utilisée lors de guerres et de conflits armés pour améliorer la performance, principalement dans le cadre de privation de sommeil et d'amélioration de la vigilance.

## Étymologie
Le nom amphétamine  trouve son origine de ses noms chimiques et est une abréviation dont voici l'étymologie : 
l'amphétamine, c'est une phénéthylamine à laquelle a été ajouté un groupement méthyle (-CH3) en position α (alpha) de sa chaîne, ce qui donne alpha-méthyl-phénéthylamine ; c'est la version développée. Du nom alpha-méthyl-phénéthylamine ne seront retenues par simplification que les lettres en gras, ce qui donne finalement : amphétamine. Par extension, un grand nombre de molécules similaires, ayant pour point commun un groupement méthyle (-CH3) en position α, sont appelées amphétamines.

## Historique
La première synthèse d'amphétamines fut réalisée le 18 janvier 1887 par le chimiste roumain Lazăr Edeleanu, qui lui donna le nom de phénylisopropylamine mais cette découverte tomba dans l'oubli.
En 1914, un chimiste allemand re-découvrit cette molécule et l'utilisa durant la guerre comme sérum de vérité.
Les recherches reprirent de nombreuses années plus tard et l'amphétamine fut à nouveau découverte lors de recherches d'un produit ayant des propriétés bronchodilatatrices, par le chimiste américain Gordon Alles. En 1932, après le rachat du brevet, elle fut lancée sur le marché par le laboratoire Smith, Kline & French  sous le nom générique de « Benzédrine (en) » et prescrite comme bronchodilatateur,. En 1935, son action stimulante est constatée et utilisée pour des prescriptions concernant la narcolepsie.
Elle fut largement utilisée pendant la Seconde Guerre mondiale pour améliorer les performances et surtout l'endurance des soldats (par l'ensemble des belligérants) et c'est alors que les premiers excès seront constatés, avec des effets d'accoutumance.
Classée comme psychotrope par la Convention sur les substances psychotropes de 1971, elle fut progressivement déclarée illégale à mesure que les pays adaptaient leur législation, réduisant l'usage médical au traitement limité de quelques maladies.
Leur usage, désormais clandestin, concerne principalement l'augmentation des performances sportive et la résistance à la fatigue (lors de soirées festives ou lors de période de travail intense).
En France en 2010, parmi les personnes âgées de 15  à   64 ans, 1,7 % déclarent avoir déjà consommé des amphétamines au cours de leur vie, mais seulement 0,2 % l’a fait au cours de l’année (usage actuel). Contrairement à toutes les autres drogues illicites, les femmes sont plus nombreuses à avoir expérimenté les amphétamines (1,5 % contre 0,8 % des hommes). Cette caractéristique des amphétamines correspond en grande partie à des usages ayant eu lieu à une époque où elles étaient encore présentes dans la pharmacopée et classiquement utilisées par certaines femmes dans la perspective de perdre du poids, grâce à leur puissant effet anorexigène.

## Groupe des amphétamines et diversité des dérivés
Les « amphétamines » (au pluriel) sont un groupe de molécules apparentées à l'amphétamine de structure phényléthylamine.
On peut distinguer trois grands types de dérivés amphétaminiques selon leur effet principal, psychostimulant, hallucinogène ou anorexigène. En modifiant plus ou moins la molécule de phényléthylamine, il a été possible d'obtenir des produits dont l'un des effets (stimulant, hallucinogène ou anorexigène) est renforcé au détriment des autres. On a pu ainsi mettre au point des anorexigènes comme la fenfluramine qui ne présente pas d'effet psychostimulant ou des hallucinogènes puissants comme le STP.
Les trois types de dérivés peuvent donner lieu à de l'abus et connaissent des modes de consommation différents selon la nature des produits et les effets recherchés.
Jusqu'aux années 1970, le commerce illicite des amphétamines concernait essentiellement des dérivés psychostimulants. Depuis, des dérivés hallucinogènes s'y sont ajoutés, en particulier l'ecstasy qui fait l’objet d’une importante consommation. En outre, certains dérivés anorexigènes, dont l'effet psychostimulant n'est pas totalement absent, sont détournés de leur usage médical.

## Chimie
L'amphétamine possède deux énantiomères, le terme amphétamine désigne le mélange racémique (mélange 50/50 de D-amphétamine et de L-amphétamine). La L-amphétamine est nommée lévo-amphétamine, la D-amphétamine est dénommée dexamphétamine (ou dextro-amphétamine). Cette dernière est utilisée dans le traitement de la narcolepsie et de l'hypersomnie.
Formule chimique : C9H13N

Masse molaire : 135,20 g/mol

## Pharmacologie
La structure chimique de l'amphétamine ressemble à celle de stimulants naturels produits par le corps : les catécholamines dont l'adrénaline, la noradrénaline, la dopamine. L'amphétamine inhibe la recapture de la dopamine. Elle a aussi une action libératrice de la noradrénaline et de la dopamine, par action du transporteur vésiculaire VMAT2 (présynaptique). Ce phénomène serait la cause de la perturbation de la production de dopamine.

## Usage médical
Elle est principalement employée en Amérique du Nord et en Europe pour traiter les troubles de l'attention, la narcolepsie et parfois dans le traitement de l'obésité. Même si la forme pure est proscrite depuis 1959, elle reste utilisée sous forme de sulfate de dextroamphétamine.
Son utilisation comme anti-fatigue dans l'armée est connue.

Amphétamines
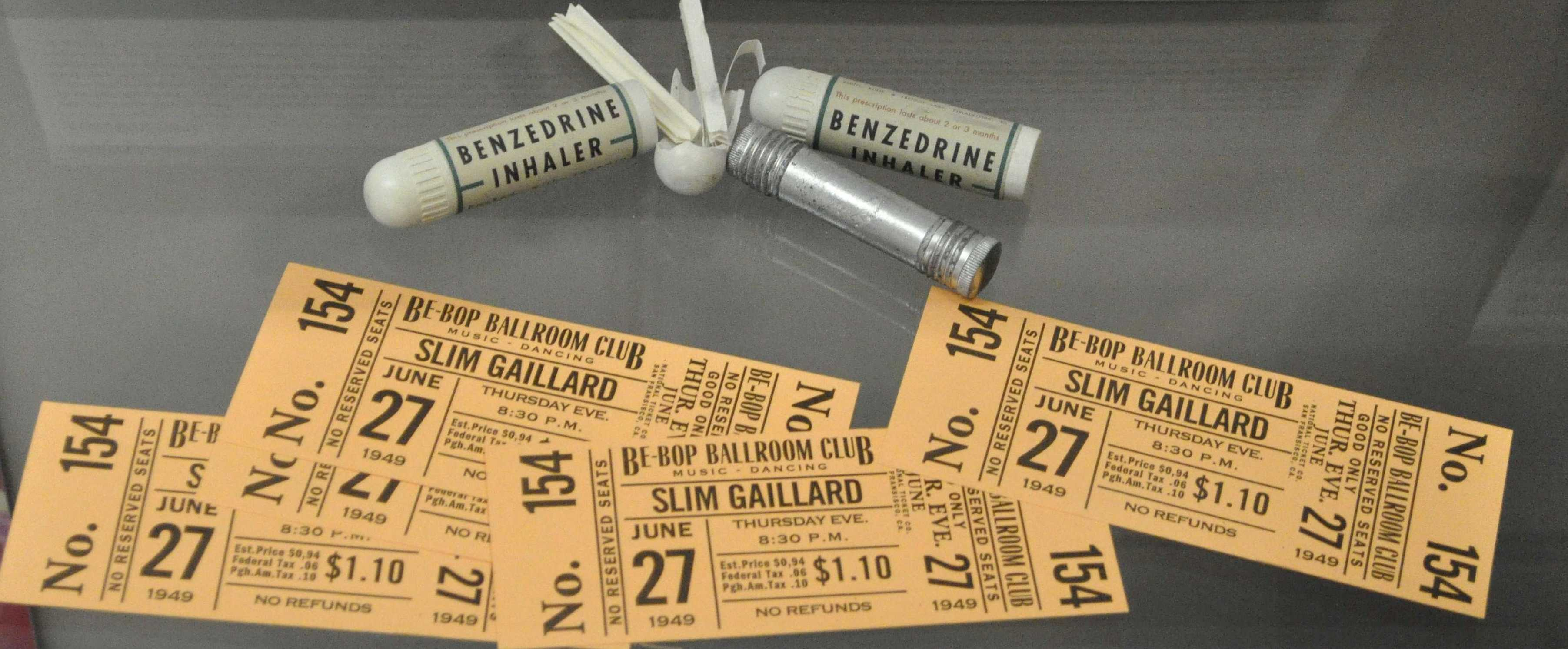
Inhalateurs de Benzedrine (pour le film Sur la route de Walter Salles, 2012).
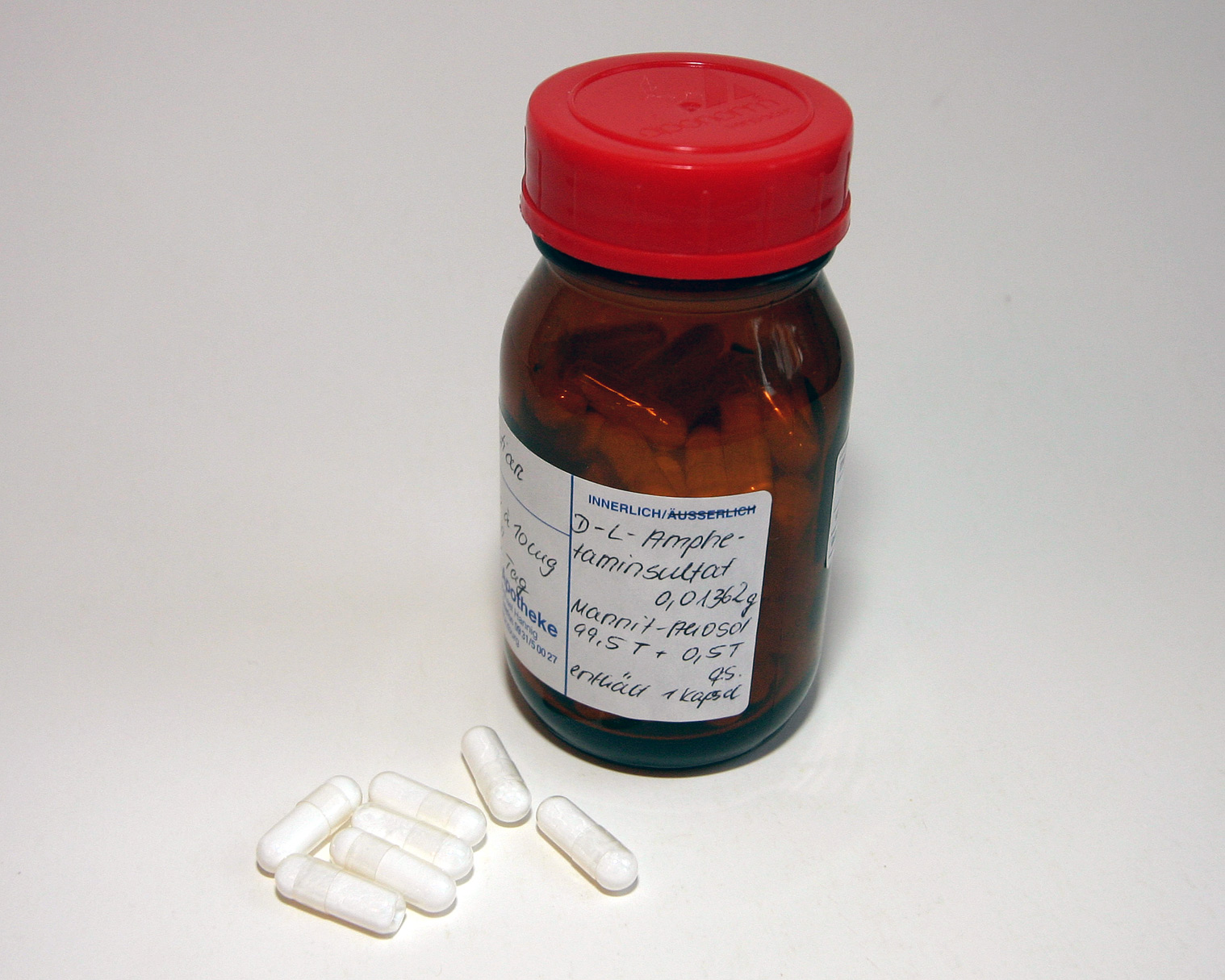
DL-amphétamine en gélules.

## Usage détourné et récréatif
L'amphétamine est utilisée comme drogue ou comme produit dopant, le plus souvent sous le nom de speed. La drogue est aussi utilisée par certains pour une recherche de productivité accrue, lors de la réalisation d'un travail scolaire par exemple. Son utilisation est parfois comparable à celle de la cocaïne, mais cette dernière agit beaucoup moins longtemps et coûte beaucoup plus cher, la réservant de fait souvent aux classes les plus aisées.
La drogue se présente généralement en poudre blanche, parfois colorée. On la trouve également en gélule ou comprimé.
Le produit vendu clandestinement sous le nom de speed peut contenir ou non des amphétamines (notamment amphétamine, dextroamphétamine, méthamphétamine), d'autres produits actifs aux effets similaires ou non dont des psychotropes comme la caféine ou le méthylphénidate (Ritaline), ou même des excipients parfois dangereux, comme la plupart des drogues obtenues de façon illégale.

### Effets et conséquences

Dans une enquête de 2011 auprès de 292 experts cliniques en Écosse, l'amphétamine a été classée 10e pour le préjudice personnel et 12e pour le préjudice causé à la société, sur 19 drogues récréatives courantes (voir aussi à ce sujet : Classification des psychotropes).

L'amphétamine agit en libérant de la dopamine dans le cerveau.
Elle bloque la recapture de la dopamine dans la synapse.
Elle inhibe l'activité de l'enzyme MAO (monoamine oxydase) à forte dose.
Elle agit dans le corps environ de 30  à   60 minutes après avoir été ingérée et ses effets peuvent durer jusqu'à 12 heures . Tout dépendant de la quantité prise et si elle est combinée avec d'autres stimulants, l'amphétamine peut s'avérer très dangereuse.
Elle traverse la barrière placentaire et cause de nombreux dégâts au fœtus.

#### Effets recherchés
- Diminution des sensations de faim et de fatigue[19].
- Augmentation de l'endurance.
- Sensation d'augmentation des facultés cérébrales notamment la concentration[20].
- Euphorie et bien-être ; sentiment d'exubérance et d'invincibilité.
- Désinhibition.
- Suppression de l'anxiété sociale.

L'amphétamine étant un produit psycho-actif, les effets recherchés peuvent parfois se transformer en bad trip, particulièrement lors de la phase de descente, c'est-à-dire quand les effets du produit disparaissent progressivement.

#### Effets à court terme
- Accélération du rythme cardiaque (tachycardie)[20].
- Augmentation de la fréquence respiratoire et de la pression sanguine[20].
- Hyperthermie et transpiration.
- Dilatation des bronches.
- Réduction de la circulation vers les muscles due à la vasoconstriction.
- Diminution de salive.
- Dilatation des pupilles (mydriase).
- Crispation des mâchoires (trismus).
- Dans certains cas chez les hommes, diminution temporaire des capacités érectiles, ou l'inverse, durée de l'érection augmentée (peut être due à un blocage de l'éjaculation ou du fait que le cerveau et le cœur, déjà surexcités, ne s'emballent pas du fait de l'activité sexuelle).
- Vomissements.
- Douleur musculaire.
- Difficultés à uriner[21].

Il arrive parfois que les amphétamines, du fait de leur caractère stimulant, induisent des hallucinations à forte dose ; cet effet ne doit pas être confondu avec celui des psychostimulants.
La descente — fin des effets — est souvent très difficile et peut s'accompagner de :
- crises de tétanie[22] ;
- insomnies ;
- crises d'angoisse et état dépressif[22];
- tachycardie, état anxieux;
- convulsions;
- hyperthermie;
- dystonies [23];

La consommation d'amphétamines cause un effet d'indifférence ou un effet « sérum de vérité ».
L'usage d'amphétamines, particulièrement lorsqu'il est répété et à forte doses peut induire une Psychose toxique amphétaminique et peut mener à une hospitalisation ou une consultation urgente en psychiatrie. Les symptômes disparaissent généralement au bout de quelques jours ou semaines.

#### Effets à long terme
- Affaiblissement, amaigrissement[20].
- Acné majeure[22].
- Décalcification des os.
- Immunodéficience.
- Insomnies.
- Troubles de l'humeur : nervosité, irritabilité, anxiété, dépression.
- Troubles psychiques : psychose toxique amphétaminique, paranoïa[19].
- Troubles cardio-vasculaires ; notamment hypertension artérielle pulmonaire, endocardite.
- Pathologies pulmonaires[12] : SDRA, œdème pulmonaire non cardiogénique.
- Dépendance psychologique[19].
- Problèmes érectiles majeurs.
- rétention aiguë d’urine [21].

L'usage régulier entraîne une accoutumance. L'arrêt brutal d'une consommation régulière entraîne un syndrome de sevrage.
Le sevrage des amphétamines peut résulter en une idée fixe qui peut amener à une irritation ou agressivité soudaine, un état dépressif, ou un rattrapage de sommeil extrême (à ne pas confondre avec la fatigue chronique).
L'absorption de fortes doses peut entraîner une action hallucinogène.
Le mode de consommation entraîne aussi d'autres risques :
- prisé : risque d'endommagement des cloisons nasales, saignements de nez, contamination (VIH, hépatites B et C, tuberculose…) via l'échange des pailles servant à inspirer la poudre ;Amphétamine sous forme de poudre préparée sur un support afin d'être prisée.

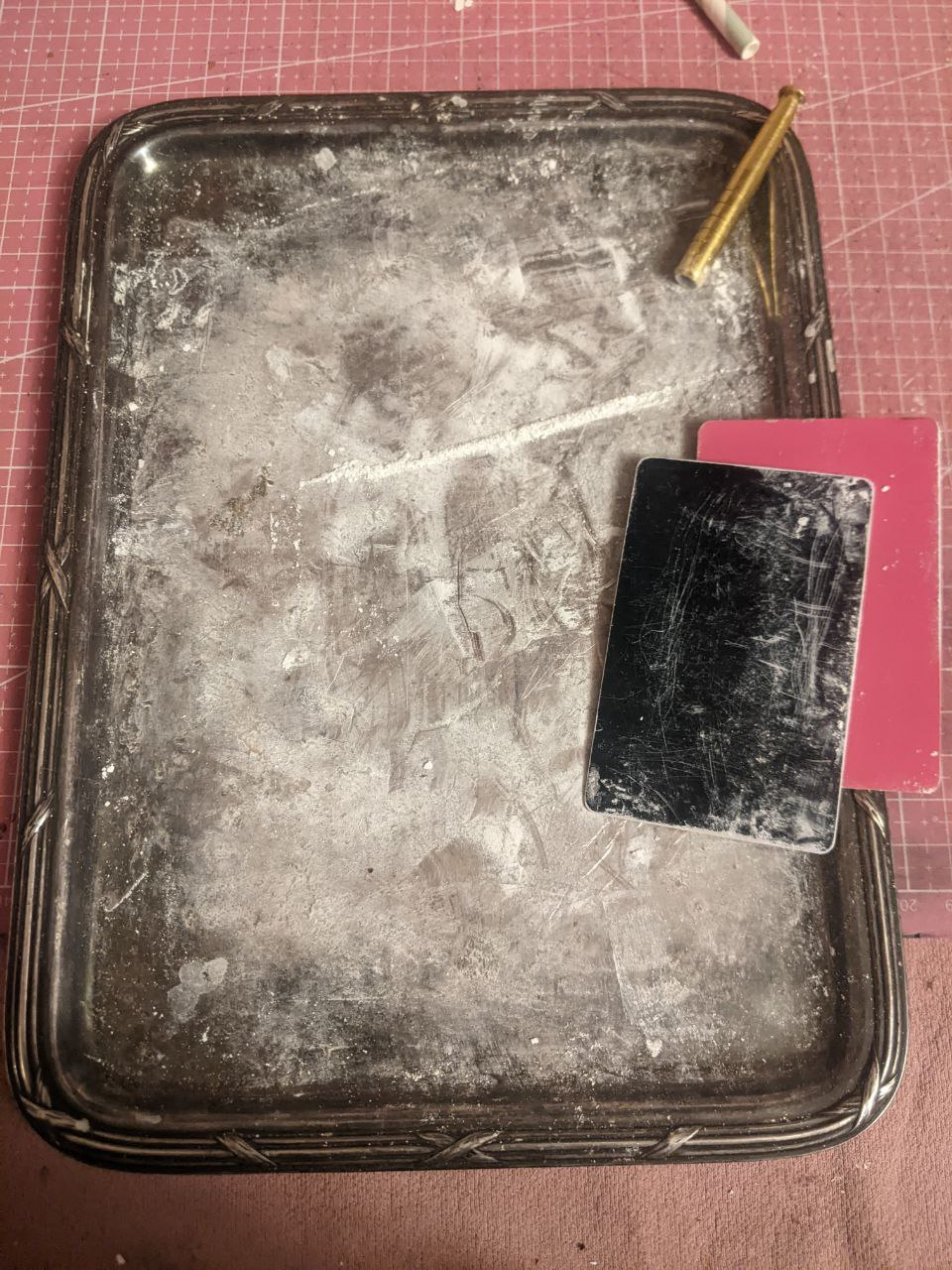
Amphétamine sous forme de poudre préparée sur un support afin d'être prisée.

- injecté : abcès et contamination (VIH, hépatites B et C, etc.) via l'échange des seringues et la réutilisation de matériel non stérile. Dégradation de la santé des voies veineuses causée par la toxicité des excipiants utilisés comme produits de coupe ainsi que des produits eux-mêmes. Ces excipiants, comme le talc ou l'amidon de maïs, peuvent être piégés dans les poumons et provoquer une inflamation. Ils peuvent également endomager les valvules cardiaques et augmenter le risque infectieux (endocardite) [24].

#### Décès imputés à la consommation d'amphétamine
Les décès dus à la consommation d'amphétamine sont imputables à :
- un dosage trop élevé (overdose) ;
- un mélange avec d'autres substances aggravantes telles que l'alcool, l'ecstasy, les boissons stimulantes, la cocaïne, benzodiazepines, etc.
- un état de santé incompatible avec la prise d'amphétamines : antécédents de problèmes cardio-vasculaires, hypertension, épilepsie, problèmes rénaux, asthme, diabète, troubles psychiatriques (psychose, schizophrénie, etc.).

Les personnes consommant régulièrement ou en situation de dépendance des amphétamines courent un risque élevé de diverses causes de mortalité, multiplié par 6, par rapport aux personnes ne consommant pas régulièrement ou n'étant pas dépendant des amphétamines.

## Code ATC
- N06BA01 : amphétamine (racémique).
- N06BA02 : dexamphétamine (D-amphétamine).

## Dans la culture populaire
- Requiem for a Dream : Sara, la mère de Harry, se voit prescrire des amphétamines pour perdre du poids. Elle devient alors dépendante et entame sa descente aux enfers.